# Robin van Hijfte
Robin van Hijfte is een Nederlands journalist en verslaggeefster. Van Hijfte is als verslaggeefster binnenland werkzaam bij RTL Nieuws.

## Biografie
Van Hijfte begon als verslaggeefster bij AT5. Tijdens haar werkzaamheden interviewde ze onder andere toenmalig staatssecretaris van financiën Eric Wiebes. Van Hijfte deed onderzoek naar financiële schandalen en incompetente wethouders. Daarnaast presenteerde ze het lokale nieuwsbericht van AT5.
Na haar periode bij AT5 ging Van Hijfte aan de slag bij RTL Nieuws. In 2019 is ze als verslaggever bij de klimaatmars in Den Haag. Tevens volgde ze in 2021 de ontwikkelingen na de ontdekking van de afgezonderde boerderij in Ruinerwold en de daaropvolgende rechtszaak.
Een jaar later was Van Hijfte meermaals te zien in de talkshow Jinek waarin ze in de periode voorafgaand aan de Tweede Kamerverkiezingen 2021 bij mensen thuis langsging om de mening van deze stemmers te peilen. Datzelfde jaar was Van Hijfte als verslaggever te gast bij de uitvaart van misdaadverslaggever Peter R. de Vries. Van Hijfte volgde als verslaggever ook de vermissing van Hebe en haar begeleidster Sanne in 2022.